# Філіпп де Шоврон
Філі́пп де Шовро́н (фр. Philippe de Chauveron; нар. 15 листопада 1965, Париж, Франція) — французький кінорежисер та сценарист.

## Біографія
Філіпп де Шоврон народився 15 листопада 1965 року у 16 окрузі Парижа. У 1986 році отримав диплом Вищої школи кінематографічних досліджень Почав кар'єру у кінематографі як сценарист — на його рахунку 10 сценаріїв до повнометражних фільмів та 5 режисерських робіт, переважно комедій.
У 2014 році Філіпп де Шоврон поставив найвідомішу свою стрічку про мультикультурні шлюби, «Божевільне весілля», яка мала великий успіх у Франції — її подивилася більше 12,2 млн глядачів. Касові збори склали 131 млн доларів при бюджеті в 13 млн євро. Касові збори по всьому світу перевищили 200 млн доларів.
У 2016 році Філіпп де Шоврон був нагороджений французьким Орденом мистецтв та літератури (кавалер).

## Фільмографія
Режисер
| Рік  | Українська назва   | Оригінальна назва                           |
| ---- | ------------------ | ------------------------------------------- |
| 1999 | Паразити           | Les parasites                               |
| 2005 | Кохання на трьох   | L'amour aux trousses                        |
| 2011 | Учень Дюкобю       | L'élève Ducobu                              |
| 2012 | Канікули Дюкобю    | Les vacances de Ducobu                      |
| 2014 | Божевільне весілля | Qu'est-ce qu'on a fait au Bon Dieu?         |
| 2017 | Божевільні сусіди  | À bras ouverts                              |
| 2019 | За що нам це?      | Qu'est-ce qu'on a encore fait au Bon Dieu ? |

Сценарист
| Рік       | Українська назва                | Оригінальна назва                          | Примітки                           |
| --------- | ------------------------------- | ------------------------------------------ | ---------------------------------- |
| 1995      | Придурки                        | Les truffes                                |                                    |
| 1995      | У вищу лігу                     | Dans la cour des grands                    |                                    |
| 1998      | Бінго!                          | Bingo!                                     |                                    |
| 1999      | Паразити                        | Les parasites                              |                                    |
| 2002      | Круті перці                     | La beuze                                   |                                    |
| 2005      | Кохання на трьох                | L'amour aux trousses                       | сценарій, діалоги                  |
| 2006-2010 | Стажисти: Перші кроки у поліції | Les bleus: premiers pas dans la police     | серіал                             |
| 2019      | Нейї, її мати!                  | Neuilly sa mère!                           |                                    |
| 2011      | Учень Дюкобю                    | L'élève Ducobu                             |                                    |
| 2012      | Канікули Дюкобю                 | Les vacances de Ducobu                     | сюжет, адаптація                   |
| 2012      | Команда мрії                    | Les seigneurs                              |                                    |
| 2014      | Божевільне весілля              | Qu'est-ce qu'on a fait au Bon Dieu?        | спільно з Гі Лораном               |
| 2017      | Божевільні сусіди               | À bras ouverts                             | з Гі Лораном та Марком де Шовроном |
| 2021      | За що нам це?                   | Qu'est-ce qu'on a encore fait au Bon Dieu? | з Гі Лораном                       |

## Визнання
| Рік                    | Категорія                                 | Фільм                | Результат |
| ---------------------- | ----------------------------------------- | -------------------- | --------- |
| Кінофестиваль в Емдені |                                           |                      |           |
| 2014                   | Приз Бернгарда Віккі                      | «Божевільне весілля» | Перемога  |
| Премія «Люм'єр»        |                                           |                      |           |
| 2015                   | Найкращий сценарій (спільно з Гі Лораном) | «Божевільне весілля» | Перемога  |
| Премія Гойя            |                                           |                      |           |
| 2015                   | Найкращий європейський фільм              | «Божевільне весілля» | Номінація |